# Wirtschaftsuniversität Breslau

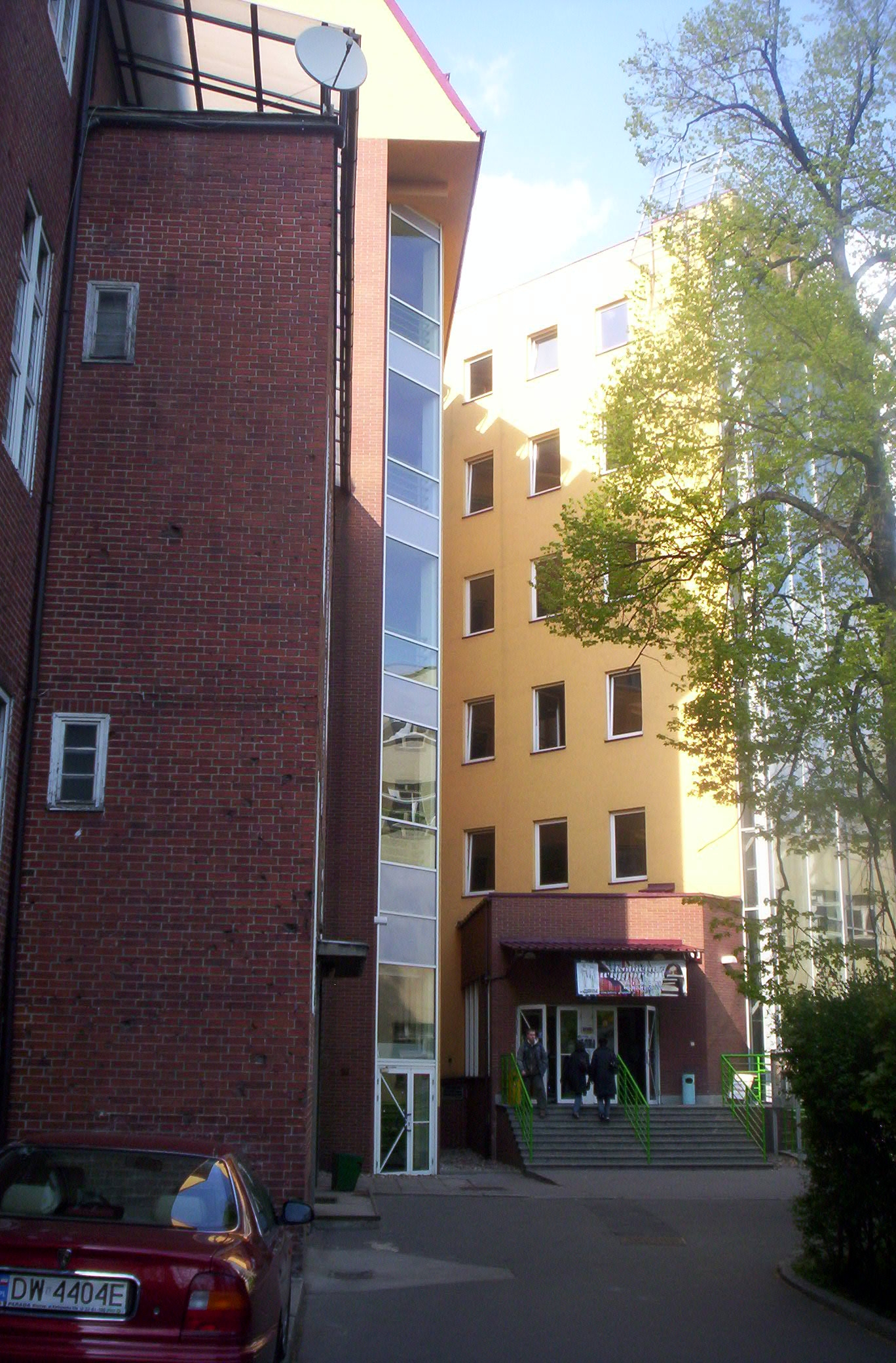
Eingang des Hauptgebäudes

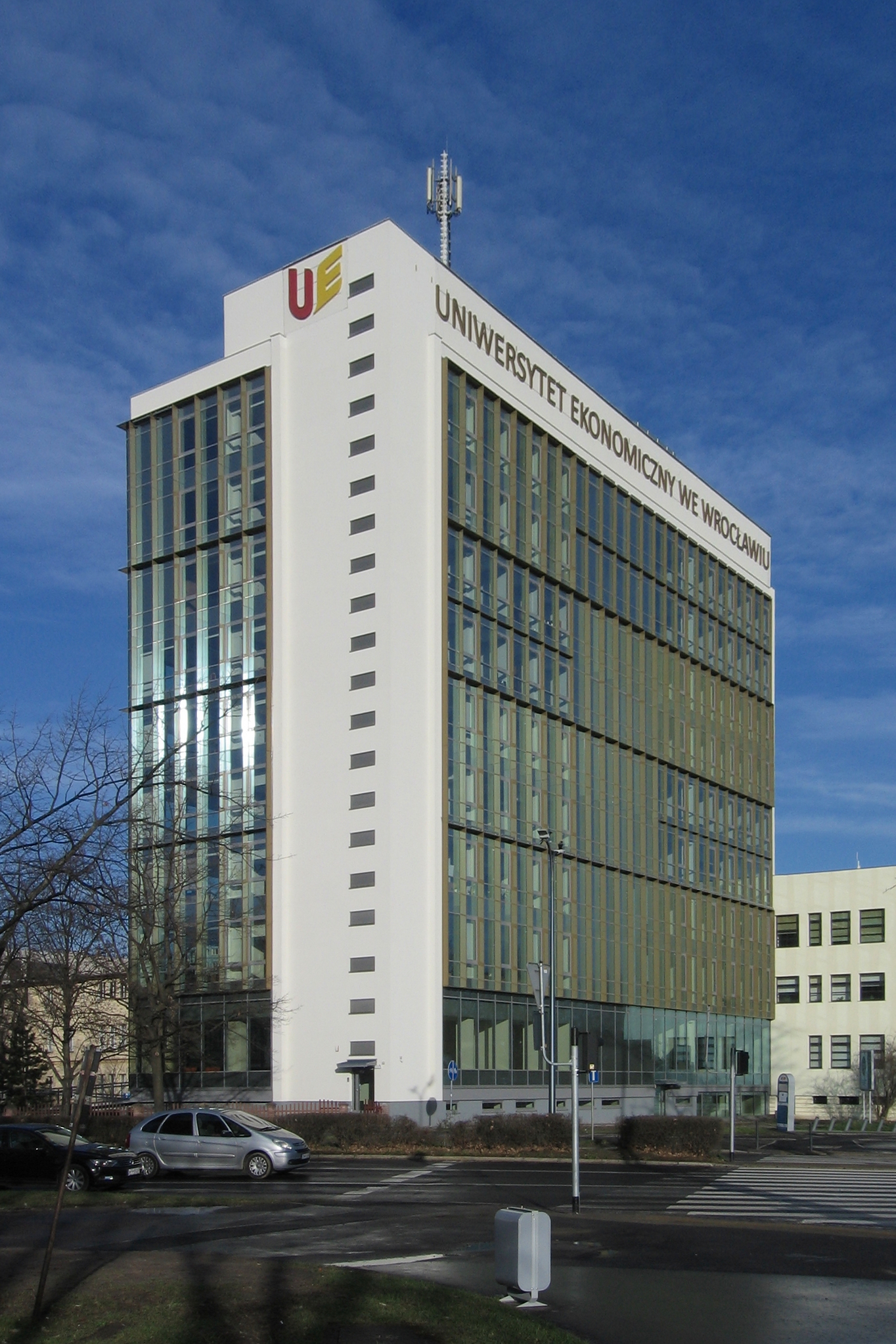
Z Gebäude

Die Wirtschaftsuniversität in Wrocław (Uniwersytet Ekonomiczny we Wrocławiu, offizielle englische Selbstbezeichnung Wroclaw University of Economics and Business; bis Mai 2008 Akademia Ekonomiczna im. Oskara Langego we Wrocławiu – Oskar-Lange-Wirtschaftsakademie Breslau) ist eine staatliche Hochschule mit Sitz an der Ulica Komandorska in Breslau (Wrocław) und einer Außenstelle in Jelenia Góra.

## Struktur
Die Hochschule umfasst vier Fakultäten: Wirtschaftsingenieurwesen; Wirtschaftswissenschaften (bis 2006 Volkswirtschaft); Verwaltung, Informatik und Finanzen (bis 2007 Verwaltung und Informatik); Regionalwirtschaft und Tourismus (Campus in Jelenia Góra).
Das Studienangebot umfasst 6 Fachrichtungen mit 47 Schwerpunkten. Es werden auch komplette Studiengänge in Englisch angeboten. Aktuell (Stand 2. April 2009) beschäftigt die Universität 743 Lehrkräfte (davon 136 Professoren), die 18.174 Studenten unterrichten (davon 69 Ausländer). Wie an polnischen Hochschulen üblich, werden zusätzlich „Abend“- und Fernstudiengänge angeboten. Die Hochschule besitzt Promotions- und Habilitationsrecht.

## Geschichte
Die Hochschule wurde 1947 als private „Handelshochschule“ (Wyższa Szkoła Handlowa) gegründet. 1950 wurde sie verstaatlicht und in „Wirtschaftshochschule“ (Wyższa Szkoła Ekonomiczna) umbenannt. 1974 erfolgte ein weiterer Namenswechsel in Akademia Ekonomiczna („Wirtschaftsakademie“) und die Benennung nach dem Wirtschaftswissenschaftler Oskar Lange (1904–1965). Seit dem 6. Mai 2008 trägt sie den aktuellen Namen (ohne den Zusatz „Oskar Lange“).

## Bekannte Absolventen
- Jan Klimek, polnischer Wirtschaftswissenschaftler, Politiker, Hochschullehrer und Fachbuchautor
- Jerzy Szmajdziński, polnischer Politiker, Verteidigungsminister 2001–2005
- Leszek Czarnecki, polnischer Unternehmer

## Ehrendoktorate
- Hubert Österle, Wirtschaftsinformatiker an der Universität St. Gallen (2015)
- Hans-Christian Pfohl, emeritierter Professor für Betriebswirtschaftslehre an der TU Darmstadt (2017)